# Tout commence aujourd'hui
 (décembre 2010).
Si vous disposez d'ouvrages ou d'articles de référence ou si vous connaissez des sites web de qualité traitant du thème abordé ici, merci de compléter l'article en donnant les références utiles à sa vérifiabilité et en les liant à la section « Notes et références ».
Albums de Hélène Ségara
Et si tu n'existais pas
(2013) Amaretti
(2016)
Singles
1. Tout commence aujourd'hui
Sortie : 2014
2. Genre humain
Sortie : février 2015

Tout commence aujourd'hui est le 8e album d'Hélène Ségara, sorti le 8 décembre 2014 chez Smart (Sony Music).
Il comporte des titres originaux écrits en collaboration avec Zazie et Jean-Jacques Goldman.

## Pistes
| No  | Titre                         | Auteur                                                                    | Durée |
| --- | ----------------------------- | ------------------------------------------------------------------------- | ----- |
| 1.  | Tout commence aujourd'hui     | Jean-Jacques Goldman / Mathieu Lecat                                      | 3:42  |
| 2.  | Quand tu dis mon nom          | François Welgryn / Davide Esposito                                        | 3:33  |
| 3.  | Genre humain                  | Zazie - Hélène Segara/ Mathieu Lecat                                      | 4:09  |
| 4.  | Je t'ai promis                | Hélène Segara - François Welgryn / Mathieu Lecat                          | 4:19  |
| 5.  | Quand on est ensemble         | Hélène Segara - Mathieu Lecat / Mathieu Lecat                             | 3:33  |
| 6.  | Petite flamme                 | Hélène Segara - Blair Mackichan - Leon Else / Blair Mackichan - Leon Else | 3:50  |
| 7.  | Ces choses qu'on n'oublie pas | Eric Chemouny / Christophe Casanave                                       | 3:39  |
| 8.  | Suivre mon étoile             | Luc Plamondon - Mathieu Lecat                                             | 3:58  |
| 9.  | Porte mes secrets             | Hélène Segara / Davide Esposito - Régis Cecarrelli                        | 3:33  |
| 10. | Nouvelle vie                  | Hélène Segara - Mathieu Lecat/ Mathieu Lecat                              | 3:48  |
| 11. | Sans toi                      | Hélène Segara - Mathieu Lecat/ Mathieu Lecat                              | 3:48  |
| 12. | Dis-moi                       | Hélène Segara - Fraçois Welgryn/ Mathieu Lecat                            | 3:45  |
| 13. | Je te pardonne                | Zazie - Hélène Segara/ Mathieu Lecat                                      | 4:38  |

## Classement hebdomadaire
| Classement (2014)            | Meilleure position |
| ---------------------------- | ------------------ |
| Belgique (Wallonie Ultratop) | 36                 |
| France (SNEP)                | 43                 |